# Hansa-Brandenburg D.I
Hansa-Brandenburg D.I, còn gọi là KD (Kampf Doppeldecker) là một loại máy bay tiêm kích của Đức trong Chiến tranh thế giới I.

## Quốc gia sử dụng
Austria-Hungary
- Kaiserliche und Königliche Luftfahrtruppen
- Hải quân Áo-Hung

 Austria

## Tính năng kỹ chiến thuật (D.I)
Dữ liệu lấy từ The Complete Book of Fighters 
Đặc điểm tổng quát
- Kíp lái: 1
- Chiều dài: 6,35 m (20 ft 10 in)
- Sải cánh: 8,50 m (27 ft 10⅔ in)
- Chiều cao: 2,79 m [2] (9 ft 2¾ in)
- Diện tích cánh: 23,95 m² (257,8 ft²)
- Trọng lượng rỗng: 672 kg (1.481 lb)
- Trọng lượng có tải: 920 kg (2.028 lb)
- Động cơ: 1 × Austro-Daimler, 138 kW (185 hp)

 Hiệu suất bay 
- Vận tốc cực đại: 187 km/h (101 kn, 116 mph)
- Trần bay: 5.000 m[2] (16.400 ft)
- Thời gian bay: 2,5 giờ[2]
- Lên độ cao 1.000 m (3.280 ft): 3 phút

Trang bị vũ khí

- 1 × súng máy Schwarzlose 8 mm (.315 in)